# AMD-700-Serie

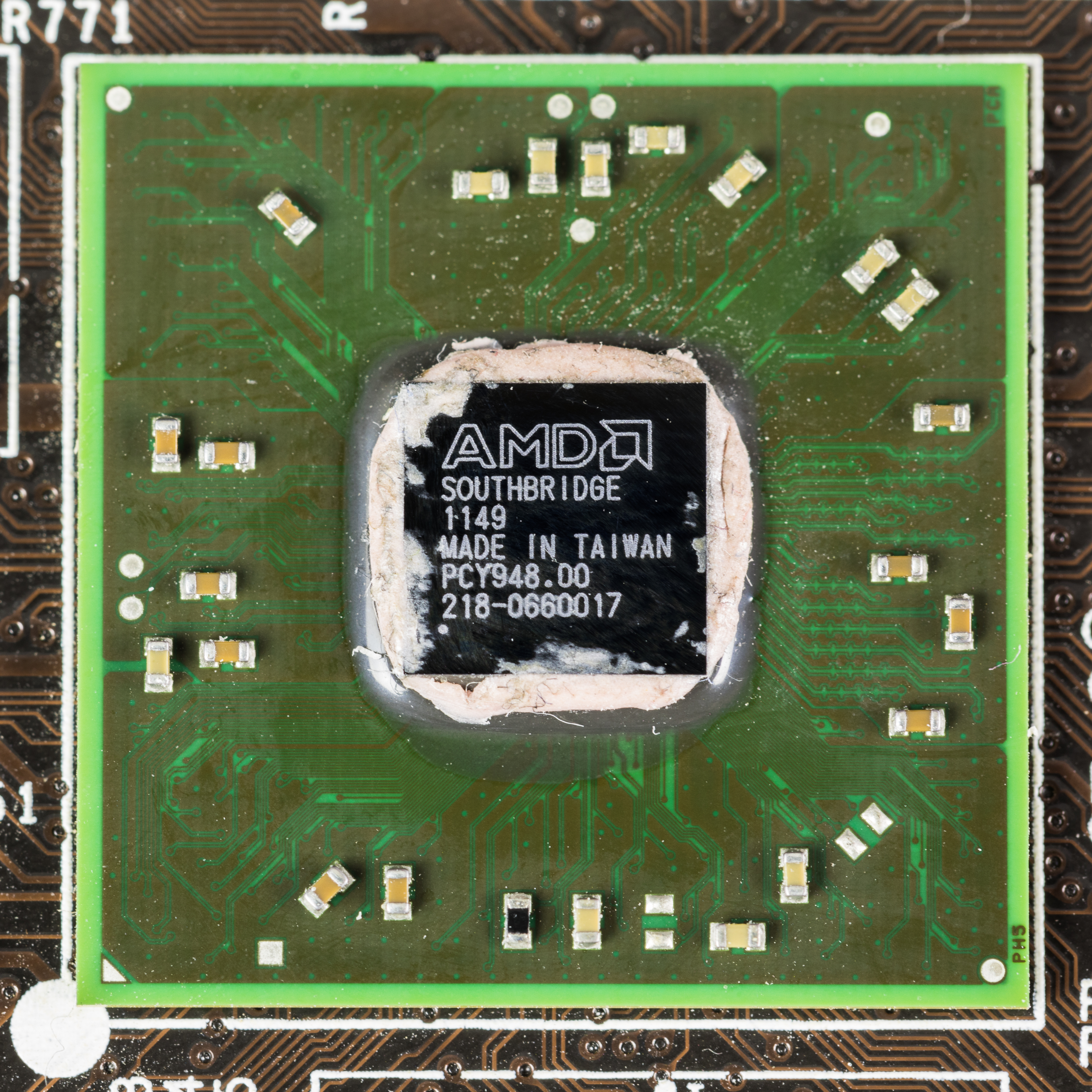
AMD Southbridge SB710

Die AMD-700- bzw. -7er-Serie ist eine Chipsatz-Familie von AMD für AMDs K8-, K9- und K10-Prozessoren. Die ersten Modelle wurden am 19. November 2007 mit der Präsentation der „Spider“-Plattform vorgestellt. Die 7er-Serie ist AMDs erste komplette Serie an Chipsätzen, davor hatte AMD nur unvollständige beziehungsweise selten vollständige Chipsätze bei der Präsentation neuer Prozessorgenerationen vorgestellt.

## Entwicklung
Die AMD-7er-Serie ist ein erstes Ergebnis der Übernahme von ATI Technologies. Die Chipsätze wurden dabei für Sockel AM2+ und Prozessoren der K10-Generation entwickelt, deren ersten Desktop-Modelle unter dem Label AMD Phenom ebenfalls am 19. November 2007 vorgestellt wurde. Sie sind allerdings auch zu den älteren Prozessoren der AMD K8- und der K9-Generation für Sockel AM2 abwärtskompatibel. Vorgestellt wurden zunächst die Modelle 790FX, 790X und 770.
Im ersten Quartal 2008 wurden die neuen Versionen der AMD-7er-Serie vorgestellt. Dazu gehören die Modelle 780G, 780V und 740G.
Im August 2008 folgte dann das neue Spitzenmodell 790GX mit integriertem Grafikkern (IGP).
Im August 2009 wurde der 785G als Nachfolger des 780G vorgestellt. Neu ist eine Funktion namens Powerplay, womit der 785G wie auch schon der 790GX den Takt der Grafikeinheit bei geringer Auslastung senkt, um Strom zu sparen. Weitere Neuerungen sind UVD 2.0 (Picture-in-Picture-Funktion) und DirectX 10.1.

## Funktionen
Die Chipsätze der 7er-Serie sind die ersten, die vollständig zu Sockel AM2+ kompatibel sind. Die darin eingeschlossen Hauptneuerungen sind eine Unterstützung von HyperTransport der Version 3.0, die Möglichkeit an verschiedene Kerne unterschiedliche Spannungen und Taktraten anzulegen. Ebenfalls neu ist die Unterstützung der weiter entwickelten PCI-Express-Schnittstelle in Version 2.0.
Als Southbridge wurde zunächst nur die ältere SB600 eingesetzt, da die weiterentwickelte Version SB700 noch nicht fertiggestellt war. Dies gilt für die Modelle 790FX, 790X und 770. Aus diesem Grund werden einige vorgeschriebene Punkte für den High-End-Chipsatz AMD 790FX, wie beispielsweise sechs SATA-II-Ports, über Zusatzchips abgewickelt.
Die Nachfolgegeneration (Modelle 780G, 780V und 740G) kann dagegen auf die überarbeitete SB700 setzen. Diese bringt unter anderem sechs SATA-II- und zwölf USB-Ports mit sich, jedoch verringert sich beim Einsatz von Windows Vista mit Service Pack 1 oder höher die USB-Leistung etwas.
Mit der Einführung des 790GX-Modells und der damit verbundenen SB750 wurde ein Fehler im Taktgeber der Southbridge behoben; das USB-Performanceproblem unter Vista besteht aber weiterhin. Zudem bereichert eine Übertaktungstechnik mit dem Namen Advanced Clock Calibration (ACC) die Möglichkeiten von Prozessor-Overclockern. Über diese Funktion ist es mit einem geeigneten Mainboard-BIOS außerdem möglich, bei einigen Prozessoren der Phenom-II-X2- und Phenom-II-X3-Serie die deaktivierten Kerne freizuschalten.
Das Programm „AMD Overdrive“ unterstützt den Benutzer, indem es Systemtests durchführen und Systemeinstellungen verändern kann.

## Leistungsaufnahme
AMD wirbt mit einer sehr geringen Leistungsaufnahme der Chipsätze der 7er-Serie im Vergleich zur Konkurrenz der Intel-Plattform, unter anderem bedingt durch die (für Chipsätze neue) 65-nm- bzw. 55-nm-Technologie. Die Werte sind allerdings nicht direkt vergleichbar, da bei Intel-Core-2-Prozessoren der Speichercontroller noch in der Northbridge und nicht in der CPU steckt, was einen Teil der Leistungsaufnahme vom Mikroprozessor zur Northbridge verschiebt.

## Modellübersicht
Alle Chipsätze sind nach der verwendeten Northbridge benannt.

### Northbridges
| Modell    | Codename | Erscheinungsdatum | Fertigungs- prozess | CPU-Anbindung   | IGP            | PCI-Express Lanes            | Southbridge         | Multi-GPU-Technik                        | TDP |
| --------- | -------- | ----------------- | ------------------- | --------------- | -------------- | ---------------------------- | ------------------- | ---------------------------------------- | --- |
| AMD 790FX | RD790    | 19. November 2007 | 65 nm               | 2000 MHz HT 3.0 | –              | 38 (PCIe 2.0) + 4 (PCIe 1.1) | SB600, SB710, SB750 | CrossFire, CrossFireX                    |     |
| AMD 790X  | RD780    | 19. November 2007 | 65 nm               | 2000 MHz HT 3.0 | –              | 22 (PCIe 2.0) + 4 (PCIe 1.1) | SB600, SB750        | CrossFire, CrossFireX                    |     |
| AMD 770   | RX780    | 19. November 2007 | 65 nm               | 2000 MHz HT 3.0 | –              | 22 (PCIe 2.0) + 4 (PCIe 1.1) | SB600, SB700, SB710 | [ A 2 ]                                  |     |
| AMD 760G  | RS760    | 20. Januar 2009   | 55 nm               | 2000 MHz HT 3.0 | Radeon HD 3000 | 22 (PCIe 2.0) + 4 (PCIe 1.1) | SB700, SB710        | Hybrid CrossFireX                        |     |
| AMD 780G  | RS780    | 4. März 2008      | 55 nm               | 2000 MHz HT 3.0 | Radeon HD 3200 | 22 (PCIe 2.0) + 4 (PCIe 1.1) | SB700, SB710        | Hybrid CrossFireX                        |     |
| AMD 740G  | RS740    | 4. März 2008      | 55 nm               | 1000 MHz HT 2.0 | Radeon HD 2100 | 26 (PCIe 1.1)                | SB700, SB710        | keine                                    |     |
| AMD 780V  | RS780    | 28. April 2008    | 55 nm               | 2000 MHz HT 3.0 | Radeon HD 3100 | 22 (PCIe 2.0) + 4 (PCIe 1.1) | SB700, SB710        | Hybrid CrossFireX                        |     |
| AMD M780G | RS780    | 4. Juni 2008      | 55 nm               | 2000 MHz HT 3.0 | Radeon HD 3200 | 22 (PCIe 2.0) + 4 (PCIe 1.1) | SB700, SB710        | Hybrid CrossFireX                        |     |
| AMD 790GX | RS780D   | 6. August 2008    | 55 nm               | 2000 MHz HT 3.0 | Radeon HD 3300 | 22 (PCIe 2.0) + 4 (PCIe 1.1) | SB750               | CrossFire, CrossFireX, Hybrid CrossFireX |     |
| AMD 780E  | RS780E   | 26. Oktober 2008  | 55 nm               | 2000 MHz HT 3.0 | Radeon HD 3200 | 22 (PCIe 2.0) + 4 (PCIe 1.1) | SB700, SB710        | CrossFire, CrossFireX, Hybrid CrossFireX |     |
| AMD 785G  | RS880    | 4. August 2009    | 55 nm               | 2000 MHz HT 3.0 | Radeon HD 4200 | 22 (PCIe 2.0) + 4 (PCIe 1.1) | SB710               | CrossFire, CrossFireX, Hybrid CrossFireX |     |

1. ↑  Jeweils 4 der angegebenen Lanes sind für die Anbindung des Southbridges reserviert (Siehe: ATI A-Link Express II)
2. ↑  Vom Mainboard abhängig. Mögliche Modi: Keine CrossFire Unterstützung, x8+x8 oder x16+x4
3. ↑  Beim 740G handelt es sich um eine Neuauflage des AMD 690G-Chipsatzes

#### Integrierte Grafik (IGP)
Einige Chipsätze der AMD 7er Serie verfügen über einen integrierten Grafikkern (IGP). Diese Funktionen werden hier gelistet.
| Modell         | DirectX API | Videobeschleunigung | Videobeschleunigung | Unterstützte Video-Formate | Unterstützte Video-Formate | Unterstützte Video-Formate | Multi-GPU-Technik | Sonstige Video Funktionen | Unterstützte Videoausgabe-Modi | Unterstützte Videoausgabe-Modi | Unterstützte Videoausgabe-Modi | Unterstützte Videoausgabe-Modi | SurroundView (Multi-display) |
| Modell         | DirectX API | AVIVO               | AVIVO HD+ UVD+AVP   | MPEG-2                     | H.264                      | VC-1                       | Multi-GPU-Technik | Sonstige Video Funktionen | DisplayPort (mit DPCP)         | HDMI 1.2a (mit HDCP)           | DVI (mit HDCP)                 | D-Sub                          | SurroundView (Multi-display) |
| -------------- | ----------- | ------------------- | ------------------- | -------------------------- | -------------------------- | -------------------------- | ----------------- | ------------------------- | ------------------------------ | ------------------------------ | ------------------------------ | ------------------------------ | ---------------------------- |
| Radeon HD 4200 | 10.1        | Ja                  | Ja, UVD 2           | Ja                         | Vollständig                | Vollständig                | Hybrid CrossFireX | Dual Videostream1         | Ja                             | Ja                             | Ja                             | Ja                             | Ja                           |
| Radeon HD 3300 | 10.0        | Ja                  | Ja                  | teilweise                  | Vollständig                | Vollständig                | Hybrid CrossFireX | Dual Videostream1         | Ja                             | Ja                             | Ja                             | Ja                             | Ja                           |
| Radeon HD 3200 | 10.0        | Ja                  | Ja                  | teilweise                  | Vollständig                | Vollständig                | Hybrid CrossFireX | Dual Videostream1         | Ja                             | Ja                             | Ja                             | Ja                             | Ja                           |
| Radeon 3100    | 10.0        | Ja                  | Nein                | teilweise                  | teilweise                  | teilweise                  | Hybrid CrossFireX | –                         | Nein                           | Ja                             | Ja                             | Ja                             | Ja                           |
| Radeon 3000    | 10.0        | Ja                  | Nein                | teilweise                  | teilweise                  | teilweise                  | Hybrid CrossFireX | –                         | Ja2                            | Ja2                            | Ja                             | Ja                             | Nein                         |
| Radeon 2100    | 9.0c        | Ja                  | Nein                | teilweise                  | teilweise                  | teilweise                  | Nein              | –                         | Nein                           | Ja                             | Ja                             | Ja                             | Nein                         |

1. Der duale Videostream unterstützt eine der folgenden Angaben mit einer Gesamtbitrate von 40 Mbit/s:
  - 2 HD Videostream ODER
  - 1 HD Videostream + 1 SD Stream + 1 HD Audiostream
2. Der 760G unterstützt sowohl DisplayPort- als auch HDMI-Signale zur Video-Ausgabe, jedoch ist die Implementierung vom jeweiligen Mainboard abhängig.[14]

### Southbridges
| Modell | Fertigung | PATA       | SATA       | Unterstützte RAID-Modi | USB-Anbindungen          | Ethernet | Audio | Sonstiges                                                                                 | TDP |
| ------ | --------- | ---------- | ---------- | ---------------------- | ------------------------ | -------- | ----- | ----------------------------------------------------------------------------------------- | --- |
| SB600  | 130 nm    | 1× ATA-133 | 4× SATA-II | 0, 1, 0+1              | 10× USB 2.0              | –        | HDA   |                                                                                           |     |
| SB700  | 130 nm    | 1× ATA-133 | 6× SATA-II | 0, 1, 10               | 12× USB 2.0 + 2× USB 1.1 | –        | HDA   | Flash Modul-Unterstützung („HyperFlash“), eSATA, DASH 1.0                                 |     |
| SB710  | 130 nm    | 1× ATA-133 | 6× SATA-II | 0, 1, 10               | 12× USB 2.0 + 2× USB 1.1 | –        | HDA   | Advanced Clock Calibration (ACC); Super I/O; Fehlerbehebung im Taktgeber, sonst wie SB700 |     |
| SB750  | 130 nm    | 1× ATA-133 | 6× SATA-II | 0, 1, 5, 10            | 12× USB 2.0 + 2× USB 1.1 | –        | HDA   | OD 3.0 (overclocking speziell für K10), RAID5, sonst wie SB710                            |     |